# Southern Pacific (Band)
Southern Pacific ist eine aus Kalifornien stammende Country-Band mit den Gründungsmitgliedern Tim Goodman, Keith Knudsen (1952–2005), John McFee (* 18. November 1953), Jerry Scheff und Glenn D.Hardin.

## Geschichte
1983 trafen in Los Angeles die Ex-Doobie Brothers-Mitglieder John McFee und Keith Knudsen mit dem Session-Musiker Steve Goodman zusammen und beschlossen, eine Band zu gründen. Gemeinsam mit Jerry Scheff und Glenn D.Hardin nahm man Demos auf, die bald darauf den Weg nach Nashville fanden. 1984 wurde dort das Quintett unter dem Namen „Southern Pacific“ bei Warner unter Vertrag genommen.
1985 erschien ihr Debüt-Album Southern Pacific. Die Single-Auskopplung Thing About You, bei der Emmylou Harris maßgeblich mitwirkte, konnte sich in der Country-Top-20 platzieren. Wenig später stiegen Sheff und Hardin aus und wurden durch das frühere Mitglied von Creedence Clearwater Revival, Stu Cook (* 25. April 1945) und Kurt Howell ersetzt.
1986 erschien ihr zweites Album Killbilly Hill. Anschließend verließ Goodmann die Gruppe. David Jenkins trat an seine Stelle. Zwei Jahre später wurde mit Zuma ihr nächstes Album produziert. Die Single New Shade Of Blue erreichte Platz drei der Country-Charts. Jenkins verließ die Band und Southern Pacific machte als Quartett weiter. Nach Produktion zweier weiterer Alben gingen die verbliebenen Mitglieder 1993 auseinander.

## Diskografie

### Alben
| Jahr | Titel            | Höchstplatzierung, Gesamtwochen, AuszeichnungChartsChartplatzierungen (Jahr, Titel, Platzierungen, Wochen, Auszeichnungen, Anmerkungen) | Anmerkungen |
| Jahr | Titel            | Country | Anmerkungen |
| ---- | ---------------- | --- | ----------- |
| 1985 | Southern Pacific | Country25 (27 Wo.)Country |             |
| 1986 | Killbilly Hill   | Country35 (44 Wo.)Country |             |
| 1988 | Zuma             | Country27 (33 Wo.)Country |             |
| 1990 | Country Line     | Country42 (24 Wo.)Country |             |

### Kompilationen
- 1991: Greatest Hits
- 2007: Rhino Hi-Five: Southern Pacific

### Singles
| Jahr | Titel Album                                      | Höchstplatzierung, Gesamtwochen, AuszeichnungChartsChartplatzierungen (Jahr, Titel, Album, Platzierungen, Wochen, Auszeichnungen, Anmerkungen) | Anmerkungen        |
| Jahr | Titel Album                                      | Country | Anmerkungen        |
| ---- | ------------------------------------------------ | --- | ------------------ |
| 1985 | Someone’s Gonna Love Me Tonight Southern Pacific | Country60 (6 Wo.)Country |                    |
| 1985 | Thing About You Southern Pacific                 | Country14 (19 Wo.)Country | mit Emmylou Harris |
| 1985 | Perfect Stranger Southern Pacific                | Country18 (19 Wo.)Country |                    |
| 1986 | Reno Bound Southern Pacific                      | Country9 (17 Wo.)Country |                    |
| 1986 | A Girl Like Emmylou Killbilly Hill               | Country17 (17 Wo.)Country |                    |
| 1986 | Killbilly Hill                                   | Country37 (13 Wo.)Country |                    |
| 1987 | Don’t Let Go of My Heart Killbilly Hill          | Country26 (14 Wo.)Country |                    |
| 1988 | Midnight Highway Zuma                            | Country14 (18 Wo.)Country |                    |
| 1988 | New Shade of Blue Zuma                           | Country2 (24 Wo.)Country |                    |
| 1988 | Honey I Dare You Zuma                            | Country5 (19 Wo.)Country |                    |
| 1989 | Any Way the Wind Blows Pink Cadillac O.S.T.      | Country4 (18 Wo.)Country |                    |
| 1989 | Time’s Up County Line                            | Country26 (18 Wo.)Country | mit Carlene Carter |
| 1990 | I Go to Pieces County Line                       | Country31 (14 Wo.)Country |                    |
| 1990 | Reckless Heart County Line                       | Country32 (16 Wo.)Country |                    |

Weitere Singles
- 1989: All Is Lost
- 1990: Memphis Queen